# Thüsszageták

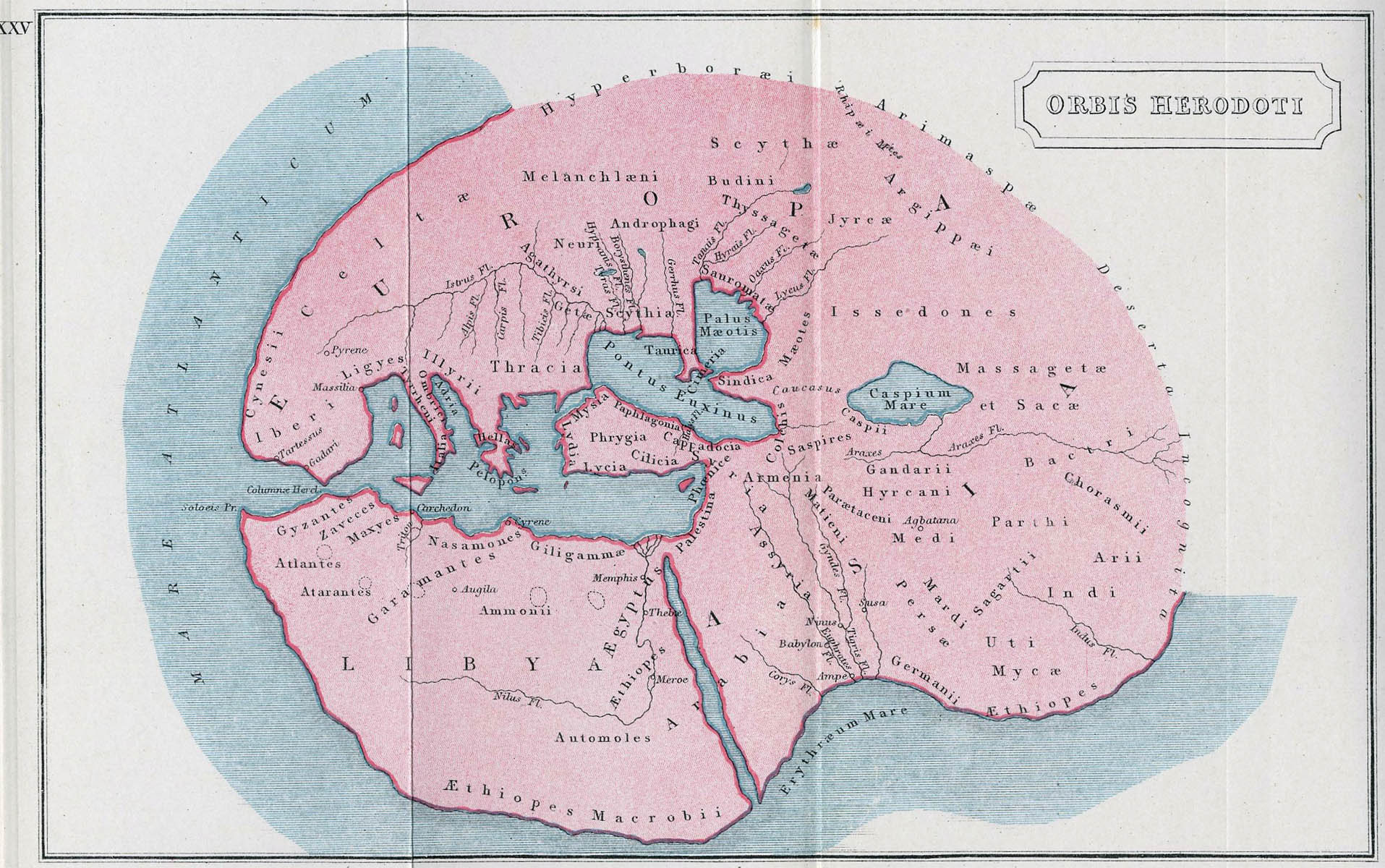
A thüsszageták és szomszédaik lakóhelye Hérodotosz leírása szerint

A thüsszageták – görög hallás szerint lejegyzett nevük θυσσαγέται – a kelet-európai szkíta népeket képviselték. Hérodotosz tudósítása szerint az Urál folyó és a Donyec között nyújtózkodó pusztát birtokolták. Egyik csoportjuk, a fekete köpenyesek, avagy melankhlainok a Don mellékén laktak, a névadó thüsszageták pedig – szomszédságukban a királyi szkítáktól elpártolt iürkák – az Obscsij Szirt, illetve a Szamara folyó vidékén. A régészek Szamara–Urál csoportként is hivatkoznak rájuk.
A fekete köpenyt viselők saját nevét nem ismerjük. Első ízben Hékataiosz említi, kelet-európai szkíta népnek nevezi őket, és azután Hérodotosz tudósít róluk. Utóbbi szerint nevezettek nem szkíták – érthetjük így is: nem királyi szkíták –, de szkíta szokás szerint élnek.
A thüsszagetákról, illetve a fekete köpenyesekről első ízben az i. e. 6–5. században tudósítanak a görög történetírók, hírük-nevük pedig az i. e. 4–3. században veszett el.

## Eredetük
A késő bronzkori szrubnaja – gerendavázas halomsírokat építő – műveltség (i. e. kb. 1900–800.) népessége az i. e. 8. század előtt a Déli-Urál vidékét birtokolta. A szóban forgó embertömeg nagyobb része az i. e. 8. században elköltözött ősi lakóhelyéről, és a kelet-európai puszta nyugati felét vette birtokba. Az új hazába költözött sokaság utóbb urogi (υρογι), illetve baszileioi szküthai (βασιλειοι σκυθαι), a visszamaradt, tősgyökeres népesség pedig thüsszagetai és melankhlainoi (μελαγχλαινοι) néven tűnt fel a görögök látóterében. (Részletesebben: A királyiak költözése.)

## Lakóhelyük
A thüsszageták országa nyugaton a Donyec és a Déli-Bug, illetve az Al-Duna között honos királyi szkíták birodalmával volt határos, keleten pedig az uráli (nyugat-szibériai) argippaiok és a szkíta isszédok birtokaival érintkezett. Amazok a Déli-Urál erdős vidékein, emezek a Középső- és a Déli-Urál keleti oldalának pusztáin laktak. A thüsszageták földjeitől északra, Kelet-Európa erdős vidékein, a mai Penza környékén a budinok éltek, délen, a Don és a Volga mentén pedig az iráni szauromaták. Utóbbiak nem tévesztendők össze a helytelenül szarmatának is címzett szkítákkal, az alán szövetség népeivel.
Hérodotosz leírása szerint a thüsszageták országán is áthaladt a Déli-Urál, illetve az Altaj felé vezető kereskedelmi út. A görög, szkíta stb. kereskedők a Fekete-tenger mellékéről, pl. a görögök gyarmatvárosaiból indultak útnak. Áthaladtak a királyi szkíták birtokain, átkeltek a Don folyón a szauromaták földjére, onnan a budinok és a társaságukban élő gelónok városáig meneteltek, majd a Volgán átkelve a thüsszageták birtokaira, s onnan az isszédok országába jutottak.
Hérodotosz beszámolója a thüsszagetai és a iürkai népet, legalábbis utóbbit, lovasként írja le.
„A budinokon tul éjszakra következik először hét napi járásnyi pusztaság; a pusztaság mögött pedig, kanyarodván a napkeleti szél felé, Thyssagéták laknak, számos és sajátszerű nép. Élnek pedig vadászatból. Ezek szomszédságában ugyan e helyeken laknak azok, kiknek nevök tyrkák; ezek is vadászatból élnek következőleg: fölmászván a fára leselkedik. Fák pedig sürüen vannak az egész vidéken. S mindegyiknek készen van a lova, megtanittatva hasára feküdni az alacsonyság végett, és kutyája. Miután megpillantja a fáról a vadat, nyilazván s lovára ugorván üldözi és a kutya utána. – Ezeken tul, kelet felé kanyarodva, más scythák laknak, kik a királyi scytháktól elpártoltak s igy ezen vidékre érkeztek.” – IV. könyv, 22. szakasz (Télfy János fordítása).

## Vékony Gábor feltevése

A Donyec és vízgyűjtő területe

Vékony Gábor szerint a thüsszageták – talán obi-ugorok – a Középső-Urál keleti oldalán élő isszédok nyugati szomszédai voltak, ennélfogva lakóhelyüket a nevezett hegységtől nyugatra kell keresni. A thüsszagetákkal egy területen osztoztak, valószínűleg a Káma mentén laktak a iürkák. E népet talán a magyarokkal lehet azonosítani. Nevezettek keleti szomszédai pedig az argippaiok voltak.
A thüsszageták neve – Vékony szerint – levezethető a görögös Thüssza vagy Thüsszész szóalakból, s ez a Perm környéki Csuszovaja folyóra vonatkozhat.
Vékony kijelentései nem újak. Ellis Minns szintén a Csuszovaja folyó és a thüsszageták nevének közös gyökeréről értekezik. Wilhelm Tomaschek pedig a nevezett népet a manysikkal (vogulokkal) azonosította. A iürkák Harmatta János szerint „ősmagyarok” voltak, és Minns, illetve Tomaschek szintén a magyarokat említi velük kapcsolatban.
Hérodotosz szerint négy folyó kanyarog a thüsszageták földjén; vizüket a Maiótiszba, vagyis az Azovi-tengerbe szállítják. Nevezett folyóvizek – keletről nyugat felé haladva – a Lükosz (Λυκος: Urál), az Oarosz (Οαρος: Volga), a Tanaisz (Ταναις: Don) és a Hürgisz vagy Szürgisz (Υργις, Συργις: Donyec). (Az Urál folyó és a Volga valójában a Kaszpi-tengerbe szakad, jeles történetírónk idejében azonban a földrajztudomány még gyermekcipőben járt.) A felsoroltakat Vékony – nyugatról kelet felé haladva – rendre ekképpen azonosítja:
a Donyec felső folyása az Oszkol torkolatáig,
az Oszkol és a Donyec az Ajdar torkolatáig,
az Ajdar és a Donyec a Donig,
a Don.
A budinok lakóhelyétől északra elterülő, Hérodotosz által említett hét nap járóföldnyi „pusztaság” Vékony szerint a Don, a Donyec és az Oka folyó közötti vízválasztó területe, melyet nyugaton az Oszkol vidéke határol. A thüsszageták – állítja Vékony – az Oka, a Don és a Volga által körbezárt tartományt birtokolták, ennélfogva a gorogyec-műveltség népességével azonosíthatók.
A thüsszageták neve – Vékony feltételezése szerint – a manysik nyelvének szossza (tősgyökeres, idevaló, bennszülött) szavából származhat. Ennek feltételezett ősalakja *csocseg, többes számban *csocseget lehetett. E kifejezés az iráninak nevezett szkíták közvetítésével juthatott el a görögökhöz, s ők thüsszagetai alakban rögzítették.
Vékony Gábor feltételezéseit több más tudós nem fogadja el, illetve élesen bírálja.
Vékony javaslata a Hérodotosz által megnevezett kelet-európai folyók azonosításával kapcsolatban teljességgel ellentmond az ókori szerző leírásának. A budinok, a iürkák és a thüsszageták lakóhelyére vonatkozó megállapításai nem különben.
Hérodotosz szerint a iürkák a királyi szkítáktól szakadtak el, és a thüsszageták tőszomszédai voltak. Vékony szerint a iürkák ősmagyarok – szerzőnk felfogása szerint obi-ugorok – lehettek, s a Káma mellett laktak.
A budinok Hérodotosz szerint a Volga táján, erdős területen éltek, Vékony ellenben a Poltava vidéki pusztákon, Bilszk környékén keresi őket.
Hérodotosz a thüsszageták lakóhelyeként az Urál folyó, a Volga, a Don és a Donyec között nyújtózkodó pusztát, a névadó csoport lakóhelyéül pedig a Déli-Urál vidékét jelöli meg. Vékony szerint a szóban forgó nép az Oka, a Don és Volga közötti erdős tartományt birtokolta, s földjük keleten a Középső-Urál vidékéig, a (Vékony feltevése szerint névadó) Csuszovaja folyó környékéig terjedt.
A gorogyec-műveltség népességét a szakemberek többsége nem a thüsszagetákkal, hanem a mordvinokkal azonosítja.
A manysi szossza (tősgyökeres, idevaló, bennszülött) kifejezéssel, illetve feltételezett ősalakjával (*csocseg, *csocseget) kapcsolatban – bizonyos értelemben – igaza lehet Vékony Gábornak. A felsorolt betűhalmazok bajosan, a magyar tős kifejezés ellenben eléggé jól illeszkedik a görögös thüsszagetai szó első (θυσσ) eleméhez. A magyar nyelv szótára szerint „TŐS (1) (tő-ös) mn. tt. tős-t, v. ~et. tb. ~ek. Minek tulajd. értelemben vett növényi töve van, töves, gyökös. Átv. ért. főleg a gyökeres szóval is ikerülve am. régi eredetü, nem korcs származásu, ősi. Tős gyökeres nemzetség, jószág, szokások.” A görögösített név második eleme – αγεται (a szó végi -αι a névszó, illetve többesének, görögben kötelező, jelölése) – egybevág bizonyos szkíta népi stb. elnevezésekkel, pl. getai (γεται), illetve második elemükkel, pl. masszagetai (μασσαγεται), matüketai (ματυκεται), türegetai (τυρεγεται). E kifejezések első eleme a szkíták nyelvében a minősítő jelző szerepét tölthetné be, s a második képviselhetné a főnévi részt, pl. tős „szkíta”.
A szossza, illetve a feltételezett *csocseg, *csocseget kifejezést, valamint a Csuszovaja folyó nevét csakis a nyelvhasonlítás szabályain erőszakot téve lehet egymással, illetve a görögös thüsszaget szótővel egyeztetni. Másként fogalmazva, a manysiknak tulajdonított *csocseget szó görögös alakja nemigen lehet thüsszaget(ai). Még akkor sem, ha az iráninak címzett szkíták közvetítésével jutott (volna) el a görögökhöz.